# Velodrom Roudnice nad Labem (Terezínská)
Velodrom Roudnice nad Labem v ulici Terezínská je zaniklá cyklistická dráha, která byla postavena v západní části města poblíž hřbitova jako náhrada za zrušený ovál na vrchu Slavín.

## Historie
Poté, co velodrom na vrchu Slavín musel ustoupit stavbě vodojemu, vybudoval roudnický klub novou dráhu západně od města poblíž hřbitova. Byla dlouhá 333,33 metru a široká 6,5-7,5 metru; později získala bezprašný povrch. Nová dráha byla velmi rychlá, například závodník Augustin Vondřich na ní roku 1899 docílil na 1 km času 1 min 21,2 s.
Roku 1900 klub z finančních důvodů dráhu prodal. Na jejím místě bylo zřízeno hřiště pro děti a později autobusové garáže.